# Де Мот (Индијана)
Де Мот (енгл. De Motte) град је у америчкој савезној држави Индијана.

## Демографија
По попису из 2010. године број становника је 3.814, што је 580 (17,9%) становника више него 2000. године.
| Група             | 2000.         | 2010.         |
| Белци             | 3.161 (97,7%) | 3.558 (93,3%) |
| Афроамериканци    | 2 (0,1%)      | 17 (0,4%)     |
| Азијати           | 2 (0,1%)      | 15 (0,4%)     |
| Хиспаноамериканци | 52 (1,6%)     | 178 (4,7%)    |
| Укупно            | 3.234         | 3.814         |